# قشلاق باشا (مقاطعة بيله سوار)
قشلاق باشا (بالفارسية: قشلاق پاشا) هي مستوطنة تقع في إيران في قسم أنجیرلو الريفي. يقدر عدد سكانها بـ 92 نسمة .